# Forráskút
Forráskút è un comune dell'Ungheria di 2.160 abitanti (dati 2001). È situato nella contea di Csongrád-Csanád.